# Coral Gables
Coral Gables es una ciudad ubicada en el condado de Miami-Dade en el estado estadounidense de Florida. En el Censo de 2020 tenía una población de 49.248 habitantes y una densidad poblacional de 1.469,32 personas por km².

## Historia

### Inicios
Debido a su lejanía de las aguas dulces de la bahía Vizcaína, no se han encontrado en Coral Gables restos arqueológicos importantes de los Tequesta o de otros pueblos que habitaban la zona de Miami antes del siglo XX. 
Entre los muchos rancheros que compraron parcelas de hasta 65 hectáreas en la zona, William Harrison Gregory y Sarah Louise Gregory adquirieron su terreno en 1893. Deforestaron parte de su parcela para construir una casa y cultivar guayabas. 
En el año 1899, Solomon G. Merrick, un ministro de la iglesia Congregacional compró la propiedad de los Gregory por 1.100 dólares. Merrick, que vivía en Massachusetts, quería cambiar de clima y se estableció con su mujer y cinco hijos para empezar una granja. En 1906 se mudaron de su casa de madera para vivir en una casa de piedra caliza a la que bautizaron Coral Gables en honor al material empleado y a Grey Gables, la casa de verano del expresidente Grover Cleveland en Massachusetts.
Pronto comenzaron a cultivar todo tipo de cítricos (sobre todo pomelos o toronjas) y su plantación se convirtió en una de las más importantes de la zona. La mano de obra y experiencia fue brindada por numerosos braceros bahameños, que sabía cómo cultivar frutas en el clima. Los frutos de Coral Gables Plantation se vendían en Miami y otros puntos de Florida.
En 1911, George Merrick heredó la plantación de su padre y empezó a extender el negocio. Diez años más tarde la plantación superaba las 1200 hectáreas de terreno.

### El imperio inmobiliario de George Merrick
En 1914, George Merrick se dedicó a la política, convirtiéndose en concejal del condado de Dade (posteriormente Miami-Dade) e interesándose en la compraventa de propiedades. Empezó a promocionar viviendas cerca de la bahía y demostró un talento como vendedor y promotor.
Pero el sueño de este visionario era construir una ciudad mediterránea. Ayudado por varios arquitectos e influenciado por el movimiento de diseño urbano de Ciudades bonitas, empezó a diseñar una villa mediterránea. Sacando el nombre de la mayoría las calles de un diccionario enciclopédico español, las bautizó las principales arterias de su futura ciudad con nombres como Granada, Alhambra, Segovia y Valencia. El rey Alfonso XIII de España posteriormente le otorgaría la medalla de la Orden de Isabel la Católica por emular a su nación.
Además de los nombres, Merrick quería dar un toque especial a numerosas plazas y entradas, construyendo monumentos como fuentes, puertas (en cuatro entradas especiales) y paseos al estilo español. Gracias a las primeras ventas, Merrick contrató a una legión de 3.000 vendedores que vendían las parcelas (generalmente de 1200 o 600 m²). 
La antigua cantera de piedra caliza que proporcionó los materiales de construcción de la ciudad fue convertida en una piscina al estilo veneciano: Venetian Pool. Millares de compradores e interesados eran transportados diariamente en tranvía desde Miami por la carretera Coral Way y oían a un vendedor (por lo general al político y ex predicador William Jennings Bryan) hablar de las bondades de la ciudad.
"Puedes despertarte por la mañana y contar la mayor mentira que se te pueda ocurrir sobre el futuro de Coral Gables, y antes de irte a la cama por la noche te avergonzará tu modestia", decía Bryan, excandidato presidencial de EE. UU.
Tras las primeras ventas de 1921, Merrick dedicó 100 millones de dólares a urbanizar su municipio. En la cúspide de la bonanza, en 1925, Merrick tuvo un volumen de 100 millones de dólares. Coral Gables se convirtió en municipio en abril de ese año, y el jefe de ventas de Merrick, Edward E. "Doc" Dammers, se convirtió en el primer alcalde del municipio.
En el verano de 1925 el diario Miami News publicó un ejemplar de 504 páginas, la mayoría de ellas anuncios inmobiliarios. Merrick ultimó los planes para la Universidad de Miami, que se terminaba de construir dentro de Coral Gables con terrenos donados por él. El hotel Biltmore, con 275 habitaciones de lujo, se terminó a finales de 1925.

### La caída libre: el huracán de 1926 y la gran depresión
En 1926 no se mantuvo el volumen de ventas y alza de precios del año anterior. Justo cuando Merrick invirtió más en la promoción, un huracán devastó la zona en septiembre de ese año. Merrick jamás se recuperó de sus deudas. En 1928 perdió la elección de concejal municipal en la ciudad que diseñó. En 1929, el municipio de Coral Gables y el Hotel Biltmore se declararon en bancarrota. La Universidad de Miami, que abrió sus puertas semanas después del paso destructivo del huracán en 1926, estuvo a punto de cerrarlas durante varios años.
Coral Gables entró en la Gran Depresión con 5.697 habitantes en 1930 y una deuda municipal que no se pudo saldar hasta 25 años después. A finales de los años 1930 Merrick volvió a vender propiedad en Coral Gables pero nunca pudo saldar sus deudas. Murió endeudado como jefe postal del Condado de Dade en 1942, a los 55 años de edad. En todo el año de 1932, el municipio de Coral Gables apenas emitió cuatro permisos de obra. Siete años antes, el volumen de permisos había generado más de 25 millones de dólares para las arcas municipales.
En 1939, los propietarios del islote de Key Biscayne (anexionado por Coral Gables sin consultar con sus residentes) cedieron el terreno al condado de Dade. El municipio de Coral Gables perdió la demanda y Key Biscayne, según el fallo del Tribunal Supremo de Florida en 1948.

### Resurgimiento
La Segunda Guerra Mundial proporcionó un respiro a la zona del sur de Florida donde miles de soldados fueron entrenados. El Hotel Biltmore se convirtió en un hospital del Ejército y varios terrenos y edificios de la Universidad de Miami fueron cedidos temporalmente para fines militares.
A finales de los años 1940 miles de veteranos tomaban clases en la Universidad de Miami y se crearon numerosos comercios en Coral Way, cuya franja comercial fue bautizada Miracle Way. En 10 años se duplicó la población (de 8.294 en 1940 a 19.837 en 1950), algo que volvería a suceder entre 1950 y 1970, cuando el municipio contaba con 42.494 habitantes.
El municipio fue elegido como residencia por numerosas familias de clase alta cubana que emigraron de la isla en 1959 tras el triunfo de la Revolución Cubana, originada por Fidel Castro. Actualmente casi el 47 por ciento de la población de Coral Gables es de origen hispano.
Tras numerosos años en el que estuvo vacío, el Hotel Biltmore reabrió sus puertas como centro hostelero en 1987. En septiembre de 2002, el centro comercial Merrick Park abrió sus puertas. Sus 71.000 m² son ocupados principalmente por tiendas de artículos de lujo.

## Geografía
Coral Gables se encuentra ubicada en las coordenadas 25°40′43″N 80°15′26″O / 25.67861, -80.25722. Según la Oficina del Censo de los Estados Unidos, Coral Gables tiene una superficie total de 96.65 km², de la cual 33.46 km² corresponden a tierra firme y (65.38%) 63.19 km² es agua.

## Economía
Coral Gables es una ciudad poblada principalmente por la clase media-alta y clase alta, y es conocido por sus restaurantes, galerías de arte y tiendas especializadas. 
Según un cálculo de la Oficina del Censo de EE. UU., los ingresos medios de una vivienda son superiores a los 128.288 dólares. Los ingresos per cápita del municipio son de 51.624 dólares. El valor catastral medio de las propiedades es de 710.000 dólares. Más del 50 por ciento de los residentes de Coral Gables tienen titulación superior, y el 25 por ciento un posgrado o doctorado.

## Demografía
Según el censo de 2010, había 46780 personas residiendo en Coral Gables. La densidad de población era de 484,02 hab./km². De los 46780 habitantes, Coral Gables estaba compuesto por el 91% blancos, el 2.99% eran afroamericanos, el 0.1% eran amerindios, el 2.75% eran asiáticos, el 0.02% eran isleños del Pacífico, el 1.39% eran de otras razas y el 1.76% pertenecían a dos o más razas. Del total de la población el 54.8% eran hispanos o latinos de cualquier raza.

## Educación

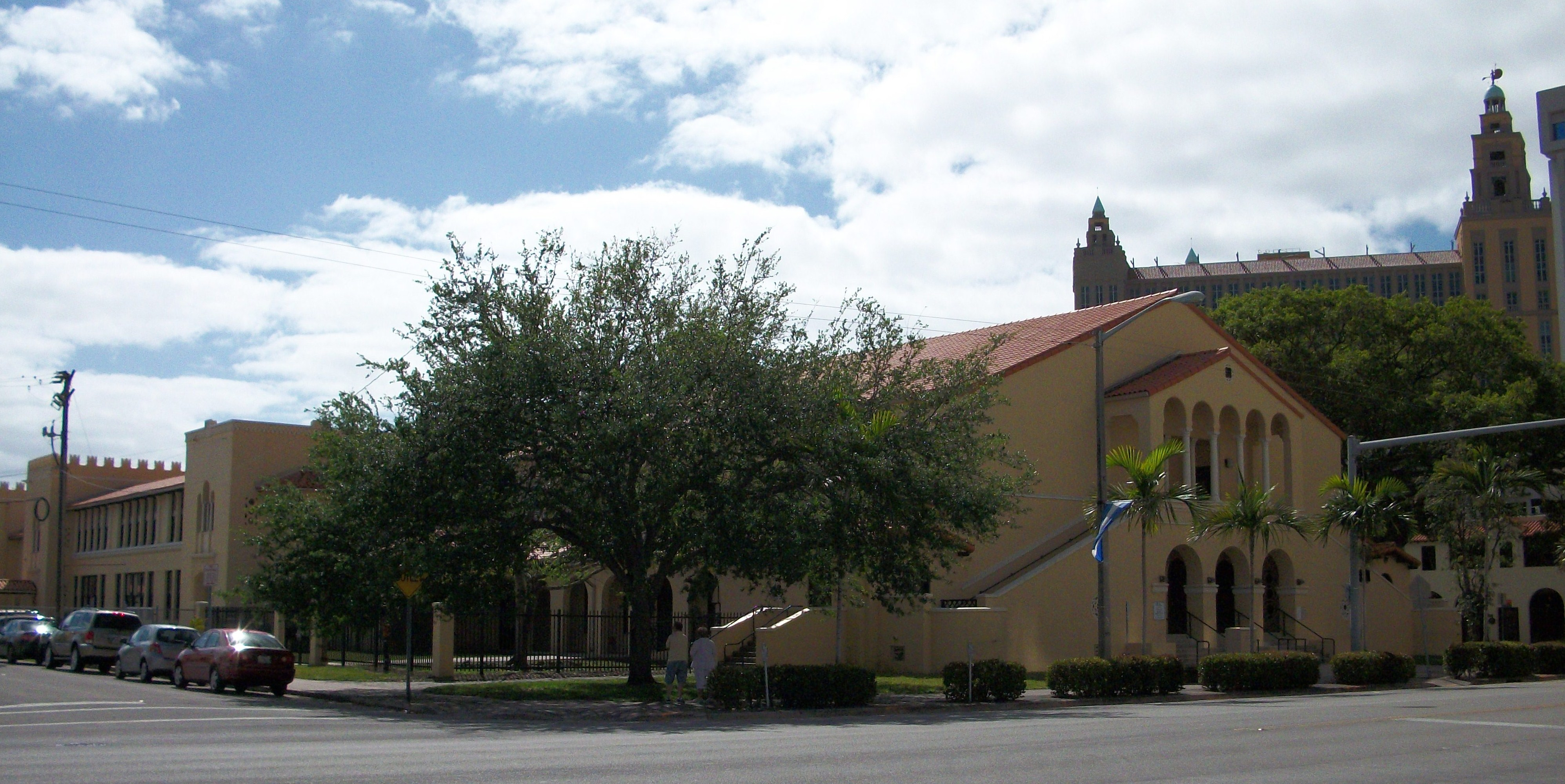
Academia inferior de la Academia Preparatoria Coral Gables

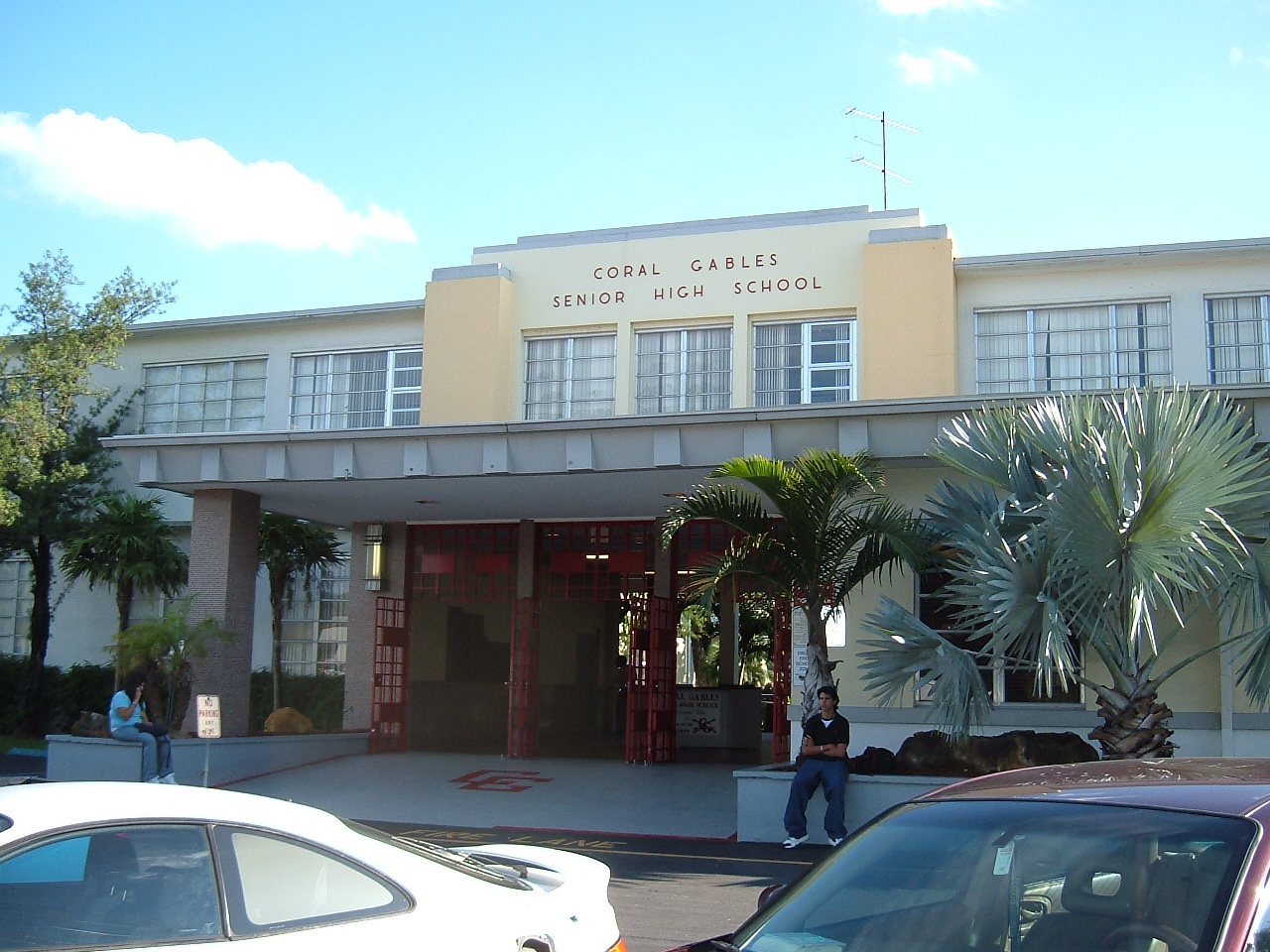
Escuela Secundaria Coral Gables

En Coral Gables se ubica la Universidad de Miami. Además, el sistema de Bibliotecas Públicas de Miami-Dade tiene dos bibliotecas: la Biblioteca de Coral Gables y la Biblioteca West Flagler.
Las Escuelas Públicas del Condado de Miami-Dade gestiona escuelas públicas:
- Academia Preparatoria Coral Gables (anteriormente la Escuela Primaria Coral Gables)
- Escuela Secundaria Coral Gables

## Ciudades hermanadas
- Aix-en-Provence, Francia
- Cartagena de Indias, Colombia
- Granada, España
- El Puerto de Santa María, España
- Quito, Ecuador
- Pisa, Italia
- Antigua Guatemala, Guatemala

## Galería

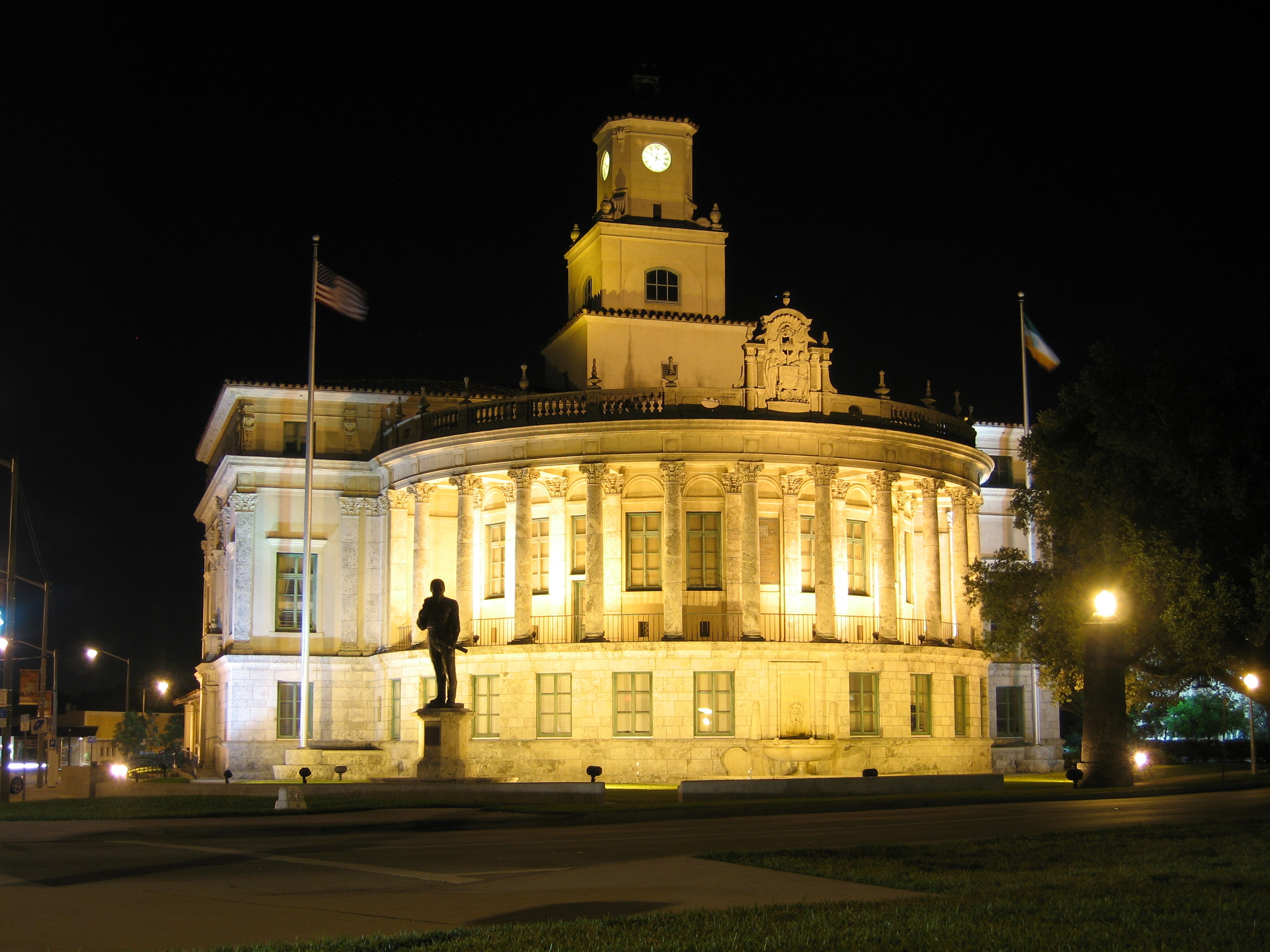
Alcaldía
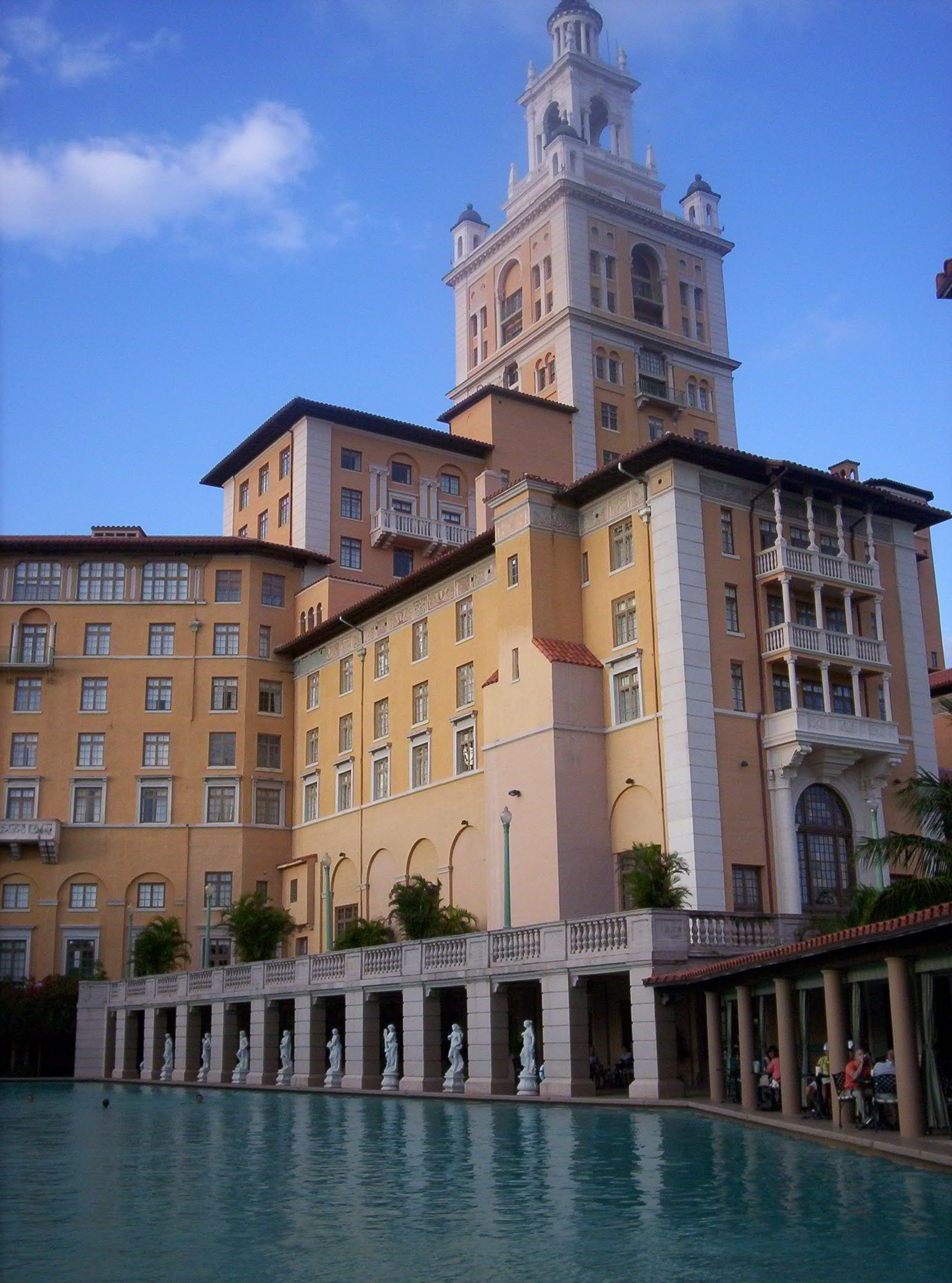
La piscina del Hotel Biltmore
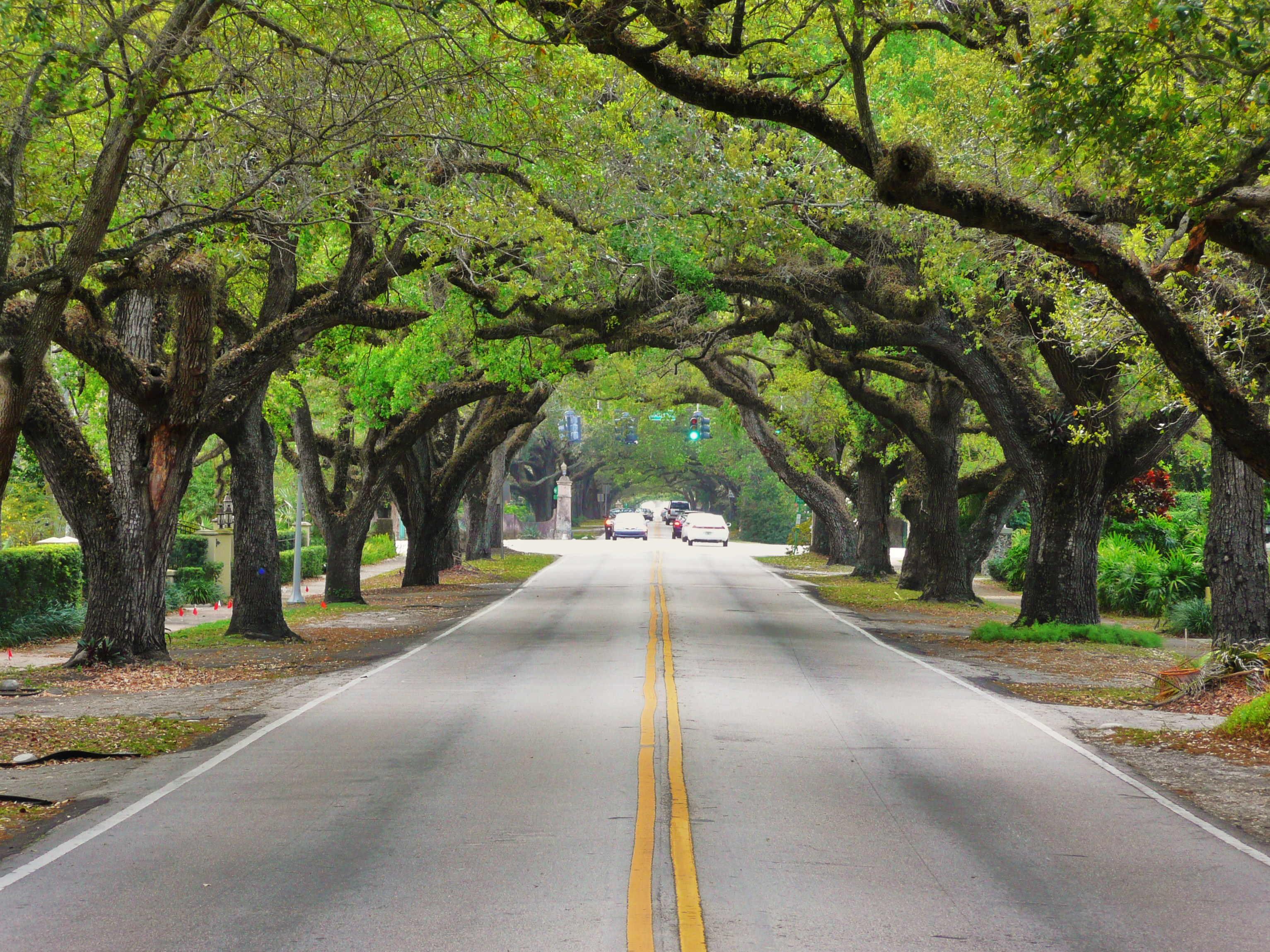
Coral Way
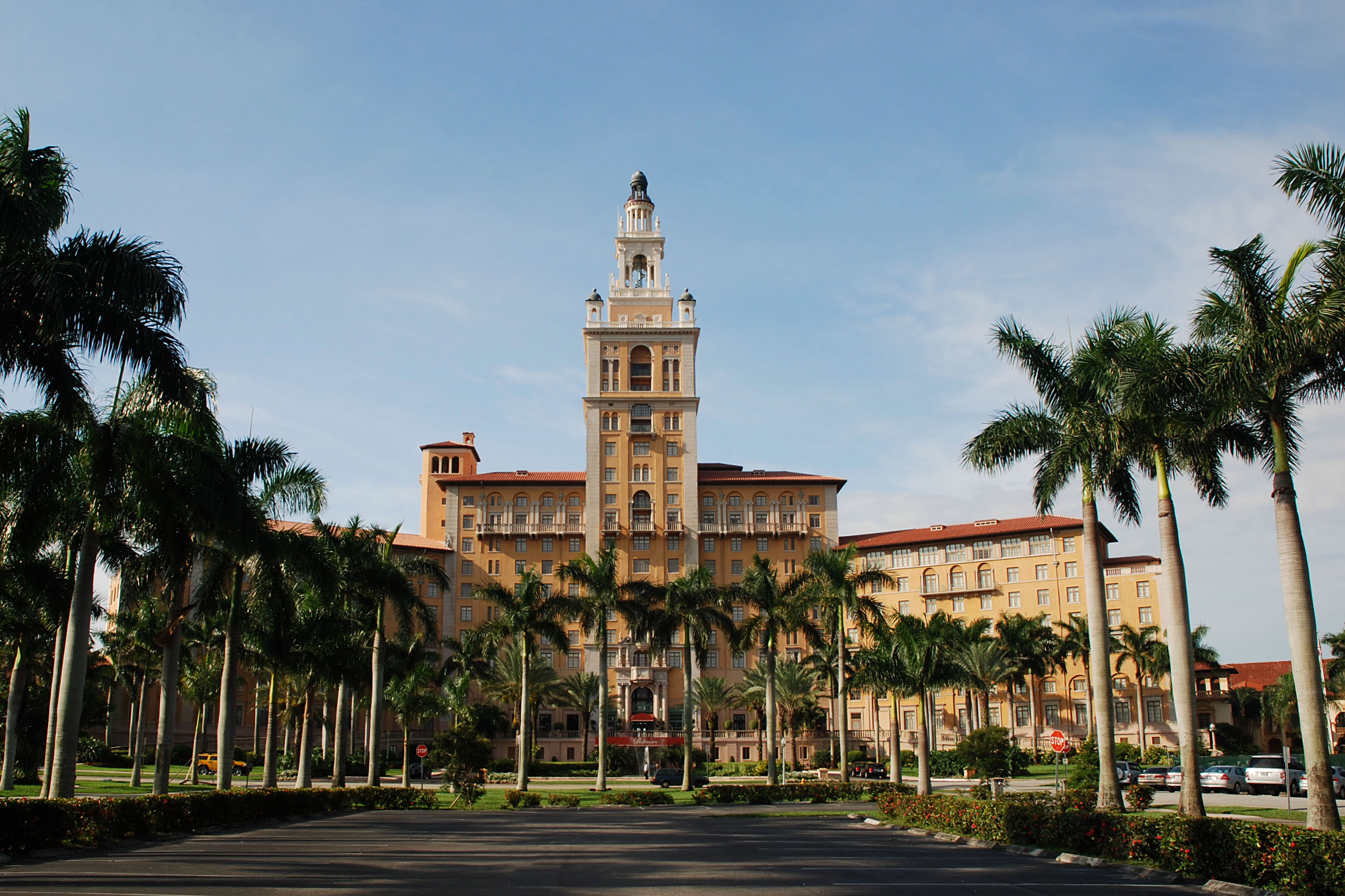
El Hotel Biltmore
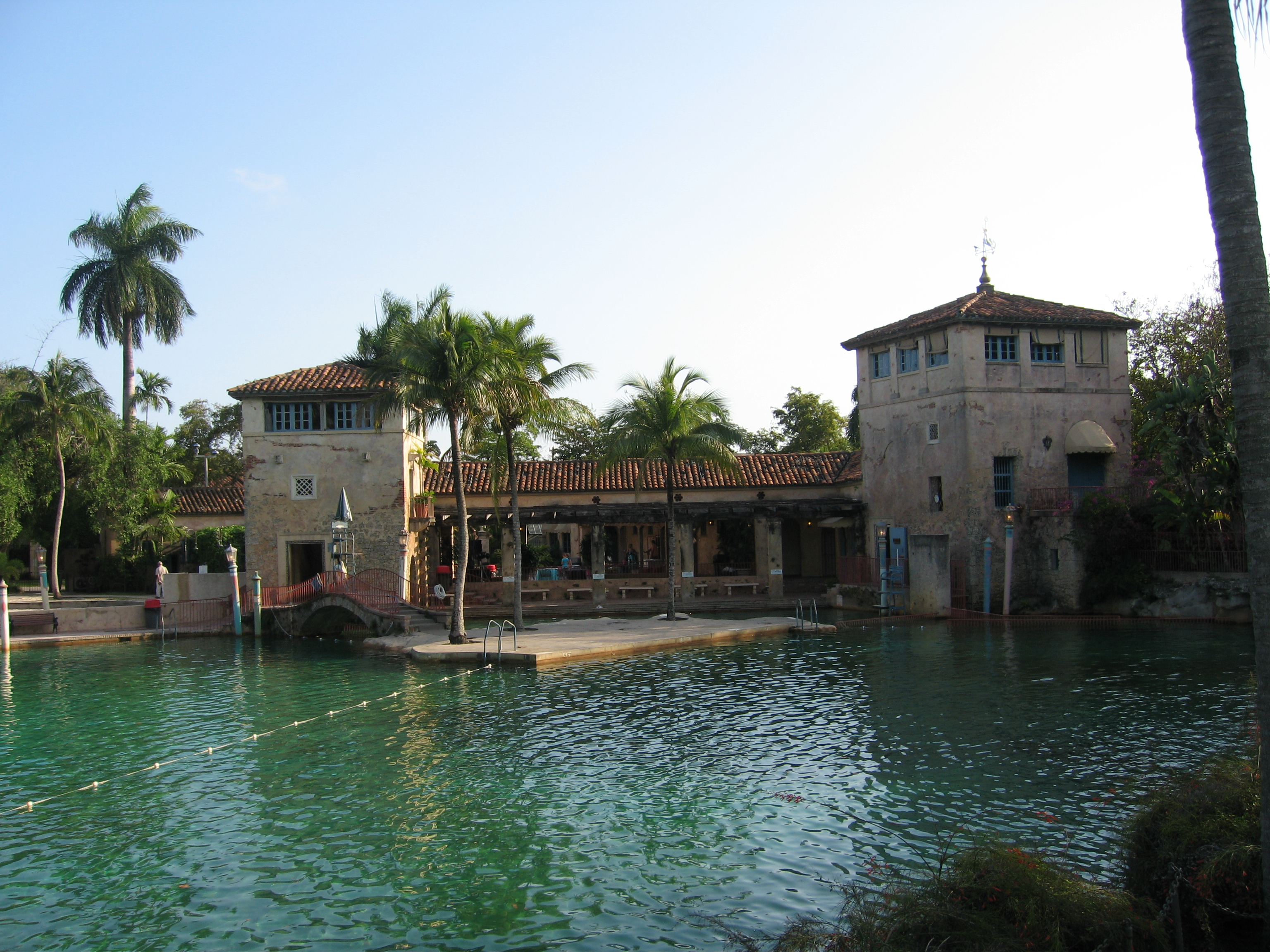
Venetian Pool
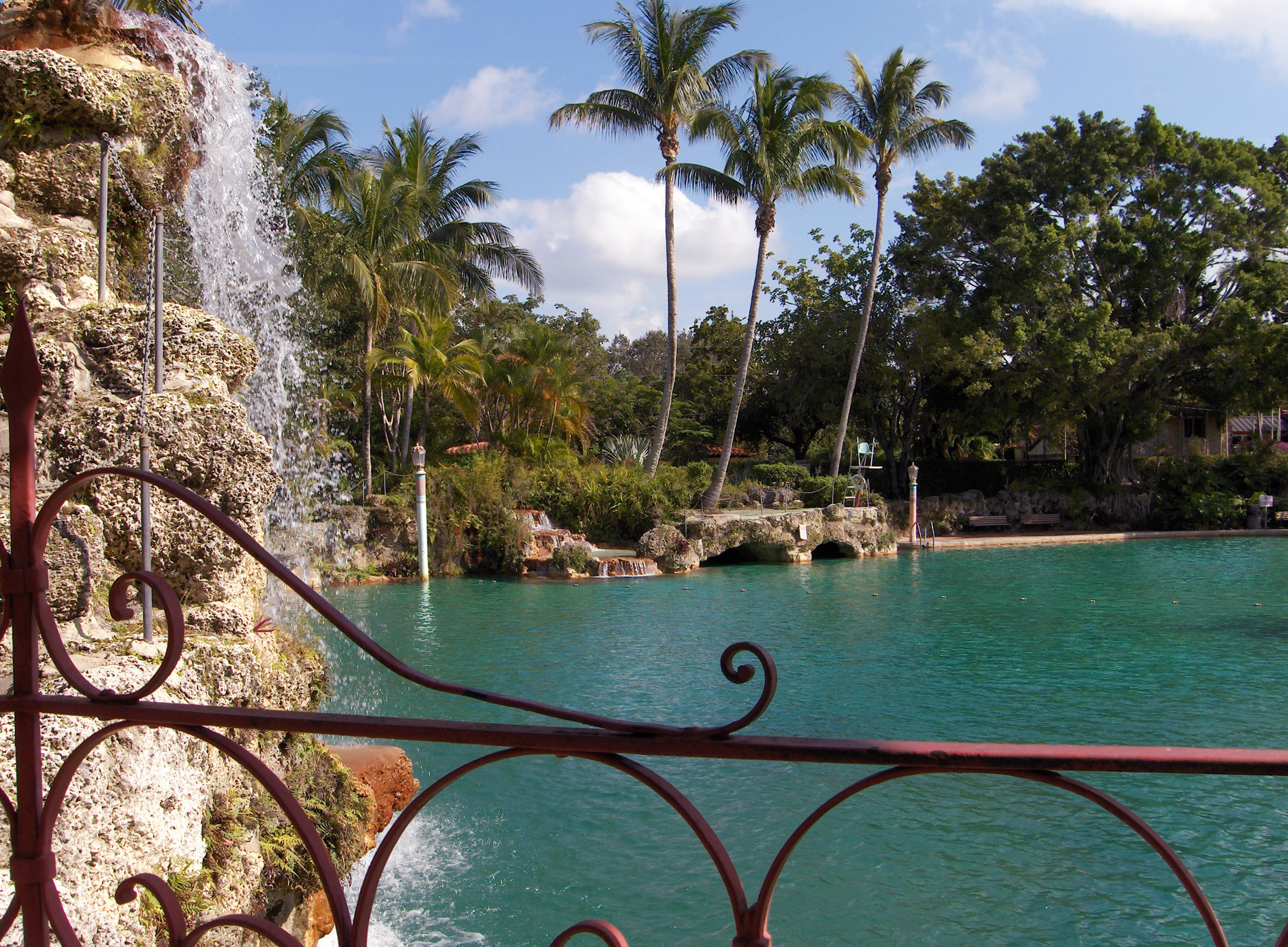
La piscina veneciana
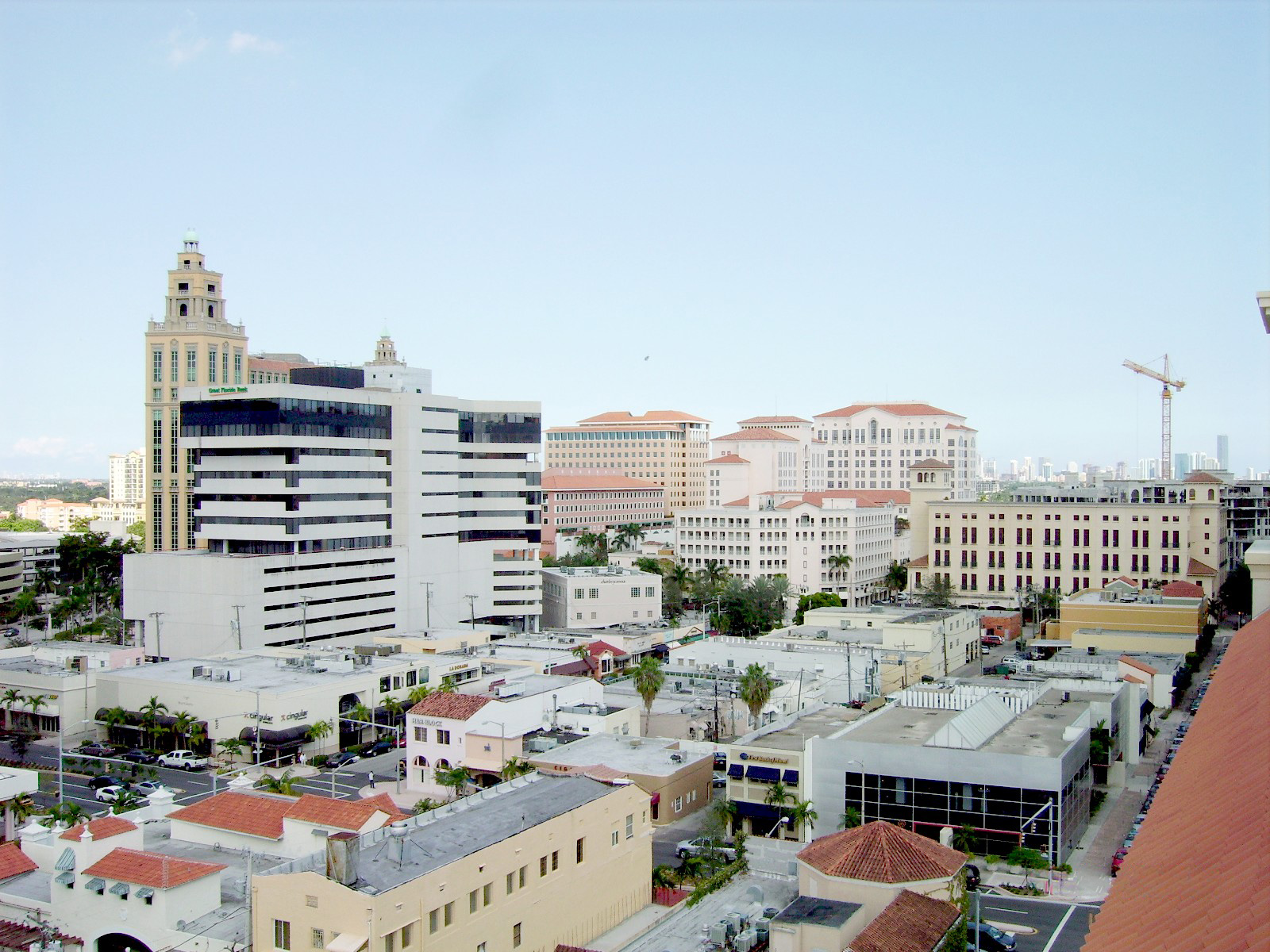
Centro comercial
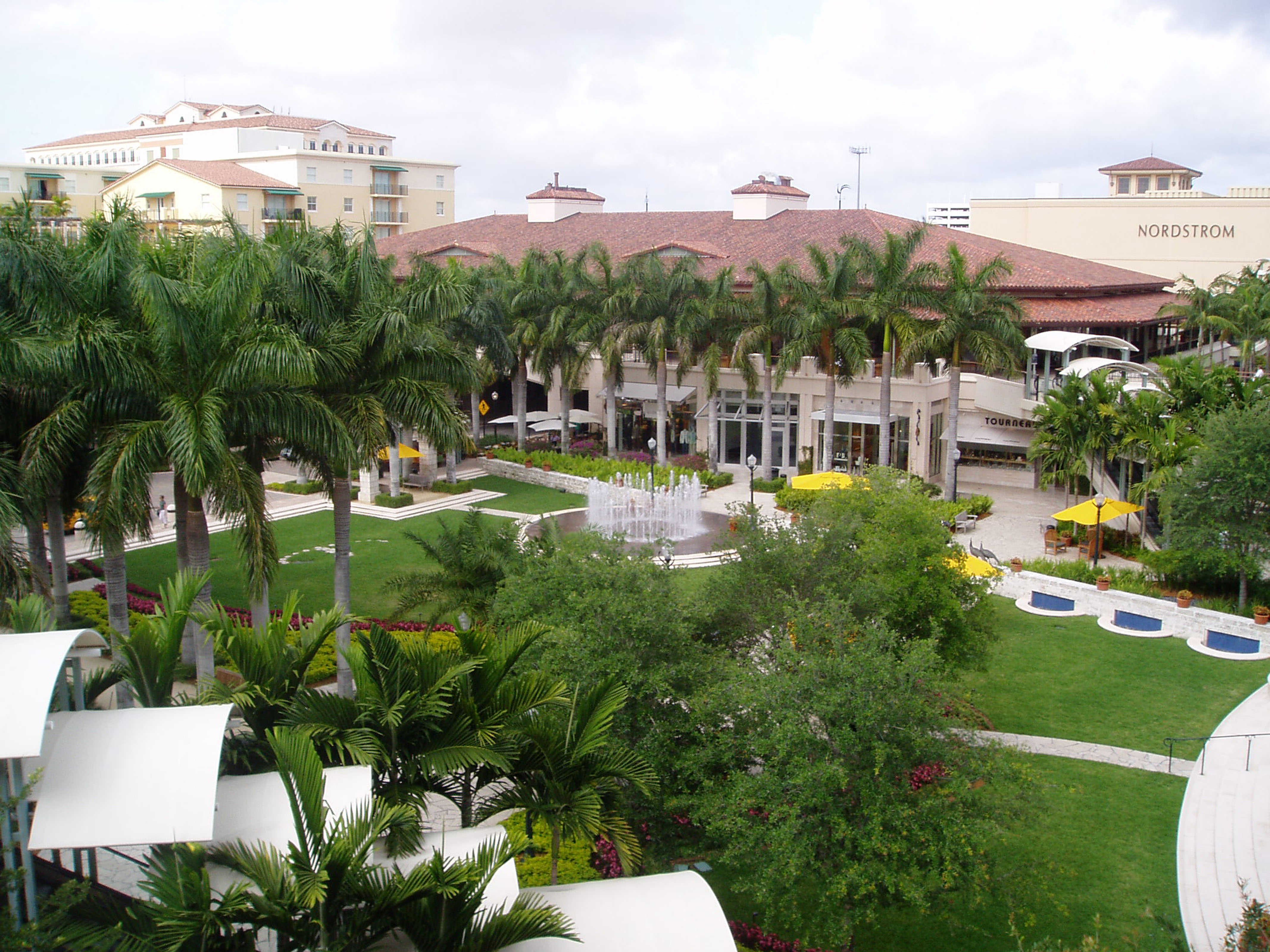
El centro comercial de Merrick Park
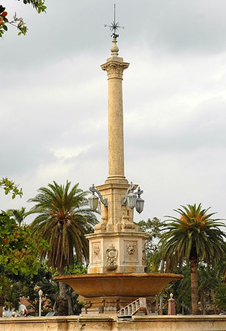
Fuente de De Soto